# Model (sang)
 For alternative betydninger, se Model. (Se også artikler, som begynder med Model)
"Model" er den første single af den danske sanger Gulddreng, udgivet i 2016.

## Komposition
Sangen er skrevet af Gulddreng, Kristoffer Fuglsang og Michelle Drew.

## Hitlister
| \| Hitliste (2016) \| Højeste placering \| \| ------------------------- \| ----------------- \| \| Danmark (Track Top-40)[2] \| 1 \| |                   |
| Hitliste (2016) | Højeste placering |
| Danmark (Track Top-40) | 1                 |